# Simon Stephens
Simon Stephens (Stockport, 6 febbraio 1971) è un drammaturgo britannico.

## Biografia
Nato a Stockport, Manchester, Simon Stephens ha studiato storia all'Università di York. Dopo la laurea ha vissuto ad Edimburgo per diversi anni, dove ha lavorato come insegnante prima di dedicarsi alla drammaturgia. Dopo il debutto all'Edinburgh Fringe nel 1997, Stephens si affermò rapidamente sulle scene londinesi con le opere Bluebird (1998) ed Herons (2001), allestite al Royal Court Theatre. Nel 2005 la sua pièce On the Shore of the Wide World debuttò al National Theatre di Londra e vinse il Laurence Olivier Award alla migliore nuova opera teatrale.
Nel 2012 il National Theatre ospitò Lo strano caso del cane ucciso a mezzanotte, adattamento teatrale dell'omonimo romanzo di Mark Haddon riadattato per le scene da Stephens; la pièce vinse il suo secondo Laurence Olivier Award alla migliore nuova opera teatrale e ottenne anche il Tony Award alla migliore opera teatrale al suo debutto a Broadway nel 2014. Autore di quasi trenta opere teatrali originali, Stephens ha curato le traduzioni e gli adattamenti teatrali di film e classici del teatro come Ossessione di Luchino Visconti per la regia di Ivo van Hove (2017), Casa di bambola di Henrik Ibsen (2012), Il giardino dei ciliegi (2014) e Il gabbiano (2016) di Anton Čechov e L'opera da tre soldi di Bertolt Brecht e Kurt Weill per il National Theatre (2016).
È sposato con Polly Heath e la coppia ha avuto tre figli.

## Teatro

### Opere originali
- 1998: Bluebird
- 2001: Herons
- 2002: Port
- 2003: One Minute
- 2004: Country Music
- 2004: Christmas
- 2005: On the Shore of the Wide World
- 2006: Motortown
- 2007: Harper Regan
- 2007: Pornography
- 2008: Sea Wall
- 2009: Punk Rock
- 2010: T5
- 2010: The Trial of Ubu
- 2010: Marine Parade
- 2010: A Thousand Stars Explode in the Sky
- 2012: The Curious Incident of the Dog in the Night-Time
- 2012: Morning
- 2012: London
- 2014: Birdland
- 2014: Blindsided
- 2014: Carmen Distruption
- 2015: Song From Far Away
- 2015: Heisenberg
- 2016: Harper Reagan, traduzione di Lucio De Capitani, Bologna, Cue Press, 2016. ISBN 9788898442966.
- 2017: Fatherland
- 2020: Fortune

### Traduzioni e adattamenti
- 2011: I Am the Wind, da Jon Fosse
- 2012: Casa di bambola, da Henrik Ibsen
- 2014: Il giardino dei ciliegi, da Anton Čechov
- 2016: L'opera da tre soldi, da Bertolt Brecht e Kurt Weill
- 2016: Il gabbiano, da Anton Čechov
- 2017: Ossessione, da Luchino Visconti
- 2020: Fedra, da Euripide, Seneca e Jean Racine